# Arc the Lad: End of Darkness
Arc the Lad: End of Darkness (アークザラッド ジェネレーション, Arc the Lad Generation) est un jeu vidéo de type action-RPG développé par Cattle Call et édité par Sony Computer Entertainment, sorti en 2004 sur PlayStation 2.

## Accueil
- GameSpot : 5,3/10[2]